# Mike Bruner
Mike Bruner (n. 23 iulie 1956, Omaha, Nebraska, SUA) este un înotător ce a reprezentat Statele Unite ale Americii, medaliat olimpic. A participat la o ediție a Jocurilor Olimpice (1976) în care a câștigat 3 medalii de aur.